# Walter Mellmann
Walter Mellmann (* 17. September 1910 in Osnabrück; † 2001 ebenda) war ein deutscher Bildhauer und Grafiker. Sein Bruder war der Grafiker Heinz Mellmann.

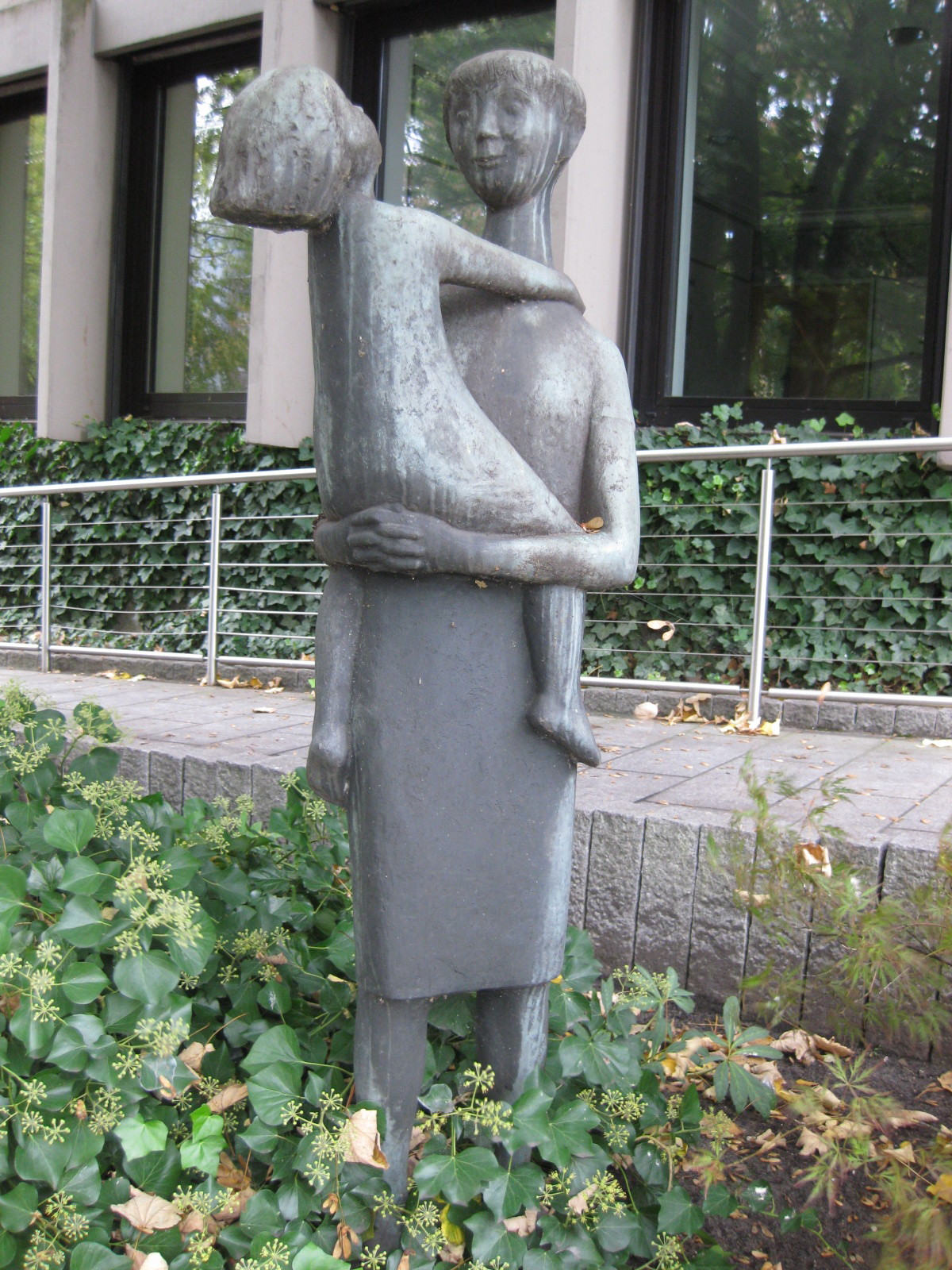
Geschwister, Osnabrück, 1970er-Jahre

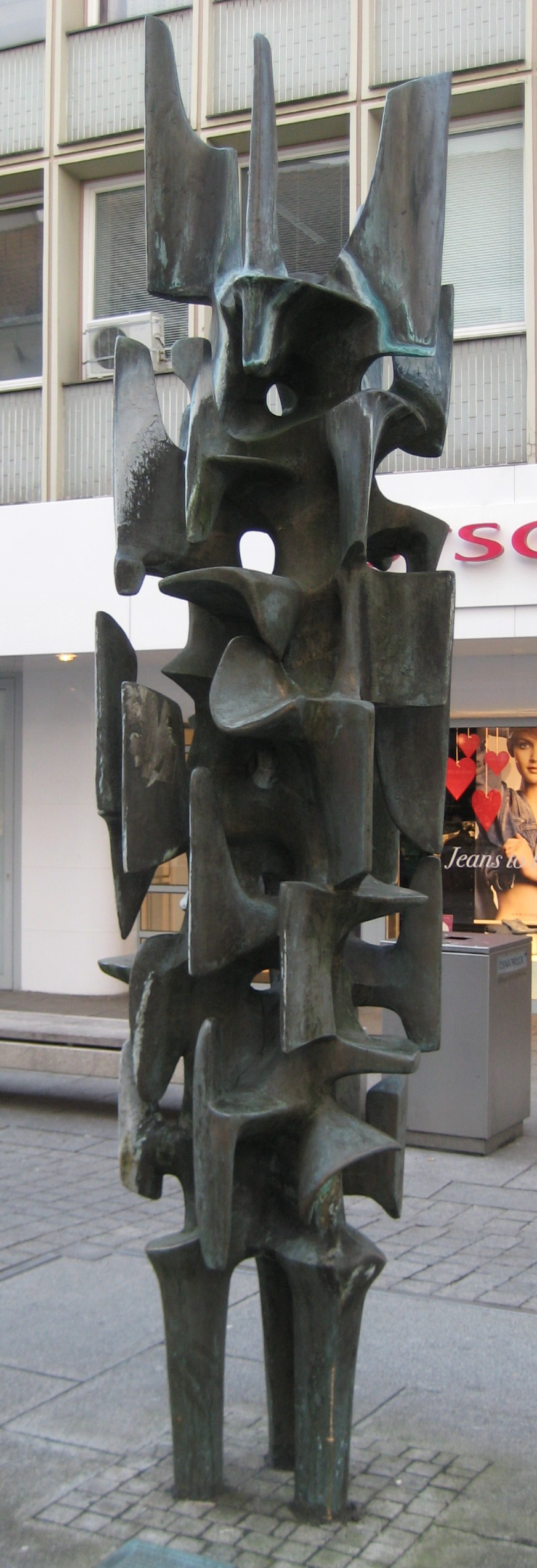
Der Tränenbrunnen in Osnabrück (1973)

## Leben
Walter Mellmann begann nach dem Besuch der Mittelschule 1926 eine Ausbildung als Bildhauer bei Jakob Holtmann, dem Osnabrücker Dombildhauer. Bei ihm war er anschließend als Geselle tätig. Ab 1932 besuchte er die Werkkunstschule Aachen. Anschließend ließ er sich als Bildhauer mit eigenem Atelier in Osnabrück nieder. 1935 beteiligte er sich zusammen mit anderen Künstlern wie Fritz Szalinski und Theodor Doebner an der „Osnabrücker Kunstschau. Verantwortungsbewusste Künstler stellen aus“, veranstaltet vom Dürerbund, der NS-Kulturgemeinde und der Organisation KdF. Als er aus dem Zweiten Weltkrieg nach Osnabrück zurückkehrte, waren Wohnung und Atelier zerstört. Er ließ sich vorübergehend in Oesede im Landkreis Osnabrück nieder.
Ab 1952 lebte und arbeitete Mellmann wieder in Osnabrück. 1968 veröffentlichte er das Buch Ton in meiner Hand, das bis 1985 zehn Auflagen hatte. Es wurde 1972 auch ins Französische übersetzt.

## Werke
„Was bei seinen Arbeiten sofort auffällt, ist die sichere und materialgerechte Beherrschung des Handwerklichen, er kennt die nervöse Lebendigkeit des Holzes, die Spröde des widerspenstigen Steines und die dunkle Kraft des Metalls.“

### Werke im öffentlichen Raum
In Osnabrück befindet sich in der Großen Straße im Zentrum der Stadt der so genannte Tränenbrunnen von 1973. Die Geschwister aus Bronze an der Kreuzung Hasetorwall/Stüvestraße stammen ebenfalls aus den 1970er Jahren. Für die Gemeinde Fehndorf schuf Mellmann 1960 eine Pietà aus Sandstein als Kriegerehrenmal.
2007 wurde in Öflingen ein Flurkreuzweg aus Granit geweiht. Die Bronzereliefs dafür wurden nach einem Entwurf Mellmanns gegossen. In Bonn weihte Kardinal Joachim Meisner 2001 einen Kreuzweg ein, dessen Trachyt-Stelen von Rainer Page Bronzereliefs von Mellmann tragen. Auch die 15 Stationen eines 2015 geschaffenen Pilger- und Radlerkreuzweges im Nordwesten der Stadt Emmerich sind mit Bronzereliefs von Mellmann gestaltet, die in Granitstelen eingelassen sind.

### Werke in Kirchen
Für die Liebfrauengemeinde in Arnsberg schnitzte Mellmann 1935 eine Pietà. Sie befindet sich in dem Kirchenneubau von 1972/1974, der einen Vorgängerbau ersetzte. 1936 schuf Mellmann für St. Walburgis in Menden ein Patronale mit der Darstellung von St. Walburga.
Die Weihnachtskrippe für St. Johann in Osnabrück führte er als Blockkrippe aus. Die Hauptgruppe war 1947 fertiggestellt; sie wurde bis 1990 durch Einzelfiguren stetig ergänzt. Zehn Krippenfiguren Mellmanns gehören zur Ausstattung von St. Pius in Osnabrück. In der Kirche St. Jacobus der Ältere in Bad Iburg-Glane befindet sich ein Altar Mellmanns aus dem Jahr 1970. Auch in der Rosenkranzkirche in Schinkel in Osnabrück und in der Maria Königin des Friedens Kirche in Osnabrück-Sutthausen befindet sich eine Krippe von Walter Mellmann.
Für die Herz-Jesu-Kirche in Bremerhaven-Geestemünde fertigte er unter anderem den Altar, Ambo, Taufe, eine Tabernakelstele und Tabernakeltüren. Für die Kirche St. Lambertus in Ostercappeln schuf er 1977/1978 Ambo, Altar und Tabernakel. Für die Kirche Mariä Himmelfahrt in Güstrow schuf er den Kreuzweg.
14 Kreuzwegstationen aus Bronze sind Mellmanns Werk in der Kirche St. Martin in Meinerzhagen.
Geschnitzte Kreuzwegstationen, die sich in St. Michael in Emden befunden hatten, kamen 2005 nach der Restaurierung in die Kirche St. Walburga in Emden.
In Lübeck befinden sich 14 Kreuzwegstationen aus Bronze und die Skulptur von St. Vicelin in der 1955/1956 errichteten Kirche St. Vicelin. Bronzereliefs bilden auch die Kreuzwegstationen in der 1884 errichteten katholischen Kirche auf der Nordseeinsel Norderney.
Walter Mellmann schuf außerdem die St.-Ansgar-Medaille, die 1992 neu aufgelegt wurde.

## Schriften
- Ton in meiner Hand. Allerlei Figuren aus Ton geformt und gebrannt. Christophorus-Verlag, Freiburg im Breisgau 1968